# Mansonia annulifera
Mansonia annulifera är en tvåvingeart som först beskrevs av Theobald 1901.  Mansonia annulifera ingår i släktet Mansonia och familjen stickmyggor. Inga underarter finns listade i Catalogue of Life.